# BtoB
BtoB (hangul: 비투비) är ett sydkoreanskt pojkband bildat år 2012 av Cube Entertainment.
Gruppen består av de sju medlemmarna Eunkwang, Minhyuk, Changsub, Hyunsik, Peniel, Ilhoon och Sungjae.

## Medlemmar
| Artistnamn    | Artistnamn | Födelsenamn    | Födelsenamn  | Födelsedatum     |
| Romanisering  | Hangul     | Romanisering   | Hangul       | Födelsedatum     |
| ------------- | ---------- | -------------- | ------------ | ---------------- |
| Seo Eun-kwang | 서은광     | Seo Eun-kwang  | 서은광       | 22 november 1990 |
| Lee Min-hyuk  | 이민혁     | Lee Min-hyuk   | 이민혁       | 29 november 1990 |
| Lee Chang-sub | 이창섭     | Lee Chang-sub  | 이창섭       | 26 februari 1991 |
| Lim Hyun-sik  | 임현식     | Lim Hyun-sik   | 임현식       | 7 mars 1992      |
| Peniel        | 프니엘     | Peniel D. Shin | 프니엘 디 신 | 10 mars 1993     |
| Jung Il-hoon  | 정일훈     | Jung Il-hoon   | 정일훈       | 4 oktober 1994   |
| Yook Sung-jae | 육성재     | Yook Sung-jae  | 육성재       | 2 maj 1995       |

## Diskografi

### Album
| Albuminformation                                        | Topplacering          | Topplacering   |
| Albuminformation                                        | Sydkorea (Gaon Chart) | Japan (Oricon) |
| Koreanska                                               | Koreanska             | Koreanska      |
| ------------------------------------------------------- | --------------------- | -------------- |
| Born to Beat (EP-skiva) - Släppt: 3 april 2012          | 3                     | —              |
| Press Play (EP-skiva) - Släppt: 12 september 2012       | 4                     | —              |
| Thriller (EP-skiva) - Släppt: 9 september 2013          | 3                     | —              |
| Beep Beep (EP-skiva) - Släppt: 17 februari 2014         | 1                     | —              |
| Move (EP-skiva) - Släppt: 29 september 2014             | 1                     | —              |
| The Winter's Tale (EP-skiva) - Släppt: 22 december 2014 | 1                     | —              |
| Complete (Studioalbum) - Släppt: 30 juni 2015           | 1                     | —              |
| I Mean (EP-skiva) - Släppt: 12 oktober 2015             | 2                     | —              |
| Remember That (EP-skiva) - Släppt: 28 mars 2016         | 1                     | —              |
| New Men (EP-skiva) - Släppt: 7 november 2016            | 4                     | —              |
| Feel'eM (EP-skiva) - Släppt: 6 mars 2017                | 2                     | —              |
| Brother Act. (Studioalbum) - Släppt: 16 oktober 2017    | 4                     | —              |
| This Is Us (EP-skiva) - Släppt: 18 juni 2018            | 2                     | —              |
| Hour moment (EP-skiva) - Släppt: 12 november 2018       | 1                     | —              |
| 4:U Outside (EP-skiva) - Släppt: 30 augusti 2021        | 2                     | 21             |
| Be together (Studioalbum) - Släppt: 21 februari 2022    | 4                     | 9              |
| Japanska                                                |                       |                |
| 24 / 7 (Studioalbum) - Släppt: 7 december 2016          | —                     | 1              |
| Outsider (EP-skiva) - Släppt: 27 oktober 2021           | —                     | 13             |

### Singlar
| År        | Titel                     | Topplacering          | Topplacering   |
| År        | Titel                     | Sydkorea (Gaon Chart) | Japan (Oricon) |
| Koreanska | Koreanska                 | Koreanska             | Koreanska      |
| --------- | ------------------------- | --------------------- | -------------- |
| 2012      | "Insane"                  | 95                    | —              |
| 2012      | "Father"                  | 136                   | —              |
| 2012      | "Irresistible Lips"       | 99                    | —              |
| 2012      | "WOW"                     | 76                    | —              |
| 2012      | "I Only Know Love"        | —                     | —              |
| 2013      | "2nd Confession"          | 44                    | —              |
| 2013      | "When I Was Your Man"     | —                     | —              |
| 2013      | "Thriller"                | 41                    | —              |
| 2014      | "Beep Beep"               | 18                    | —              |
| 2014      | "You're So Fly"           | 46                    | —              |
| 2014      | "You Can Cry"             | 25                    | —              |
| 2014      | "The Winter's Tale"       | 7                     | —              |
| 2015      | "It's Okay"               | 8                     | —              |
| 2015      | "Way Back Home"           | 5                     | —              |
| 2016      | "Remember That"           | 11                    | —              |
| 2016      | "I Want To Vacation"      | 95                    | —              |
| 2016      | "Pray (I'll Be Your Man)" | 5                     | —              |
| 2017      | "Someday"                 | 14                    | —              |
| 2017      | "Movie"                   | 4                     | —              |
| 2017      | "Missing You"             | 2                     | —              |
| 2018      | "Only One For Me"         | 4                     | —              |
| Japanska  |                           |                       |                |
| 2014      | "WOW"                     | —                     | 9              |
| 2015      | "Mirai (Ashita)"          | —                     | 2              |
| 2015      | "Natsuiro MY GIRL"        | —                     | 4              |
| 2016      | "Dear Bride"              | —                     | 2              |
| 2016      | "L.U.V"                   | —                     | 1              |
| 2016      | "Christmas Time"          | —                     | —              |
| 2017      | "Movie"                   | —                     | 3              |
| 2017      | "Brand New Days"          | —                     | 3              |